# Isaiah Stevens

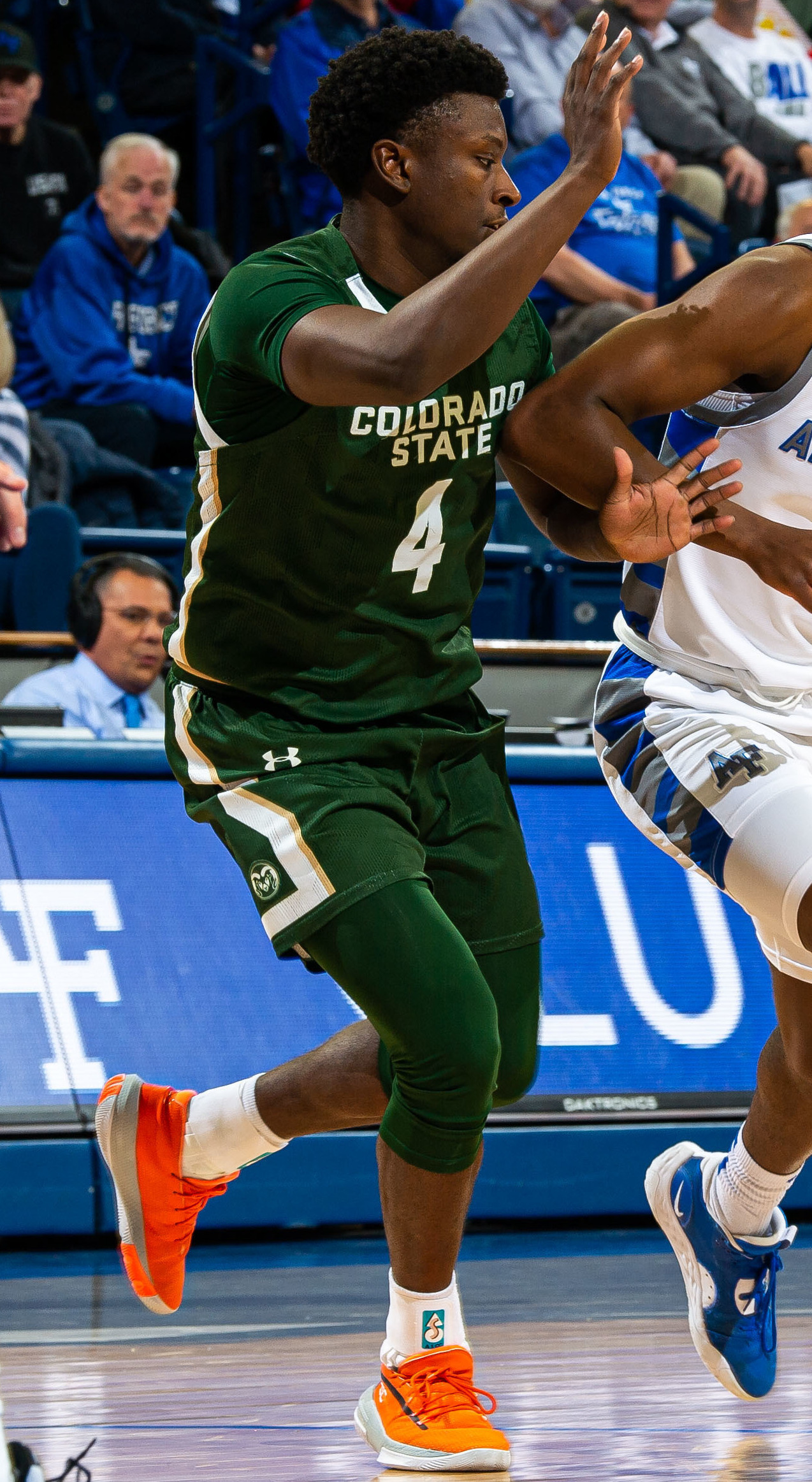
Isaiah Stevens, 2023.

Isaiah Stevens, född 1 november 2000 i Allen i Texas, är en amerikansk professionell basketspelare (PG) som spelar för Sacramento Kings i National Basketball Association (NBA). Han har tidigare spelat för Miami Heat.
Stevens blev aldrig NBA-draftad.
Innan han blev proffs studerade Stevens vid Colorado State University och spelade för universitetets idrottsförening Colorado State Rams.